# Sumberreja
Sumberreja is een bestuurslaag in het regentschap Bekasi van de provincie West-Java, Indonesië. Sumberreja telt 5315 inwoners (volkstelling 2010).